# Tadeusz Kraus
Tadeusz Kraus (csehül: Tadeáš Kraus; Třinec, 1932. október 22. – 2018. október 31.) cseh-lengyel labdarúgócsatár, edző.
A csehszlovák válogatott tagjaként részt vett az 1954-es és az 1958-as labdarúgó-világbajnokságon.

## Pályafutása

### Klubcsapatokban
A Siła Trzyniecben kezdett el futballozni, 15 évesen már az első csapatban szerepelt. 1951 és 1953 között megszakította pályafutását, hogy egy prágai sportegyetemen tanuljon. A balszélső ezután a Křídla vlasti Olomouc és az ÚDA Praha csapatában játszott.
Az 1956-os szezonra Kraus a Sparta Prahához igazolt, ahol tíz évig játszott. Az 1963–64-es szezonban a csapattal Csehszlovák kupát, a következő évben pedig Csehszlovák bajnokságot nyert. A középpályán is játszó Kraus összesen 458 meccsen lépett pályára a Spartában, ezeken 201 gólt szerzett.
1966-tól 1969-ig Kraus az akkori másodosztályú LIAZ Jablonec nad Nisou klubban játszott, majd két évre Melbourne-be ment játékos-edzőként a helyi Slavia csapatánál tevékenykedett.

### A válogatottban
A csehszlovák válogatottban összesen 23 alkalommal lépett pályára. 1953. szeptember 23-án mutatkozott be a Bulgária elleni világbajnoki selejtezőn, amelyet Csehszlovákia 2–1-re nyert meg. Részt vett az 1954-es és az 1958-as világbajnokságon is. 1959. április 5-én játszotta utolsó mérkőzését, az Írország elleni Európa-bajnoki selejtezőn.

### Edzőként
Csehszlovákiába való visszatérése után az 1971–72-es szezonban átvette a Sparta Praha csapatát, és kupagyőztes lett a csapattal. 1974-ben a LIAZ Jablonechez távozott, 1976-ban pedig a ciprusi Árisz Lemeszú edzője lett, amelyet 1980-ig, majd 1983-tól 1985-ig irányított.

## Fordítás
- Ez a szócikk részben vagy egészben  a   Tadeáš Kraus című német Wikipédia-szócikk ezen változatának fordításán alapul.  Az eredeti cikk szerkesztőit annak laptörténete sorolja fel. Ez a jelzés csupán a megfogalmazás eredetét és a szerzői jogokat jelzi, nem szolgál a cikkben szereplő információk forrásmegjelöléseként.